# Гованд
Гова́нд (сев.-курд. Govend, сорани گۆڤەند, юж. зазаки Govende) — курдский народный танец, возникший на территориях Курдистана в Западной Азии. 
Танец исполняется как мужчинами, так и женщинами. Все танцоры, независимо от пола, делают движения одинаковой сложности.  

## Особенности
В некоторых регионах Курдистана (например в Самсуре) существуют отдельные разновидности мужского и женского гованда. 
Главной особенностью курдского гованда является сплочённость танцоров: все движения должны исполняться одновременно и синхронно. Лучшим исполнением гованда считается такое, при котором танцоры не выделяются, поскольку оценивается целостность всего танца. Относительная свобода действия предоставляется лишь саргованду — первому танцующему и бингованду — последнему танцующему (с разрешения саргованда): в отличие от остальных исполнителей они могут на некоторое время отделяться от общей группы и делать произвольные движения, следуя заданному ритму.

### Виды соединения
По виду соединения танцоров гованд подразделяется на: 
- мизинчиковый (исполнители держатся за мизинцы) — «тилья бичук» (курд. tiliya biçûk);
- ладонный (исполнители скрещивают пальцы рук на ладонях друг друга) — «келепче» (курд. kelepçe);
- поясной (исполнители обхватывают друг друга за талию, убирая руки назад так, чтобы их не было видно) — «кямбар»;
- плечевой (исполнители держат друг друга за плечи) — «мыл» (курд. mil);
- без прямого контакта между исполнителями (такой вид гованда встречается реже всего) — «сарбаст» (курд. serbest);

В зависимости от региона исполнение гованда отличается по скорости и энергетике: в городах Эрзурум и Алязиз он танцуется медленно и плавно, в Дерсиме и Кочгири его танцуют уже быстрее и энергичнее, в Самсуне скорость танца ещё более увеличивается, при этом сила выполнения движений не меняется. В исторической столице Амеде существуют и быстрые, и медленные разновидности танца, все они отличаются богатством движений и энергичностью исполнения. В городах Карс, Агры, Баязид наряду со спокойными есть и очень живые танцы, отличающиеся своей сложностью — для их исполнения необходимы силы и крепкое здоровье. Особой подвижностью отличаются танцы городов Слемани и Хаулер. Наиболее сложны для исполнения танцы городов Битлис и Ван: они требуют скорости, энергичности в исполнении, отличаются разнообразием движений. Самыми простыми по элементам, но наиболее быстрыми по их выполнению являются танцы города Мардин: для их исполнения нужны не только физические данные, но и развитое чувство ритма.